# Каратуев, Михаил Иванович
Каратуев Михаил Иванович (род. 5 ноября 1945 года, город Потсдам, Германия) — российский военачальник и государственный деятель, генерал-полковник (1998).

## Биография
Родился в семье военнослужащего. Отец, капитан Каратуев Иван Павлович (1922—1955), начал Великую Отечественную войну артиллеристом, а после ранения оканчивал её оперуполномоченным отдела СМЕРШ 47-й гвардейской стрелковой дивизии 8-й гвардейской армии. Мать Мария Ефимовна (род. 1919) — военный врач, старший лейтенант медицинской службы. На момент рождения сына семья жила по месту службы родителей в Группе советских оккупационных войск в Германии, где и родился Михаил. Ввиду того, что органы ЗАГС в ГСВОГ ещё отсутствовали, ребенок был зарегистрирован в ЗАГС по месту прописки матери в городе Клинцы Брянской области и указан в документах родившимся там же. Жил в Потсдаме, после смерти отца и увольнения матери из армии жил в Клинцах. Там окончил среднюю школу.
В Советской Армии — с августа 1964 года. Окончил Сумское артиллерийское училище имени М. В. Фрунзе в 1967 году. Служил командиром артиллерийского взвода и артиллерийской батареи в Группе советских войск в Германии. В 1968 году участвовал в операции по вводу советских войск в Чехословакию. Получил тяжелые ожоги при спасении раненого солдата срочной службе из подожжённого демонстрантами бронетранспортёра.
В 1973 году окончил Военную артиллерийскую академию имени М. И. Калинина. С 1973 года — командир ракетного дивизиона 8-го гвардейского артиллерийского полка Ленинградского военного округа (Выборг). С ноября 1976 года — командир артиллерийского полка того же округа (пос. Аллакурти, Мурманская область), начальник ракетных войск и артиллерии 54-й мотострелковой дивизии (там же). С 1981 года — начальник штаба 2-й гвардейской артиллерийской дивизии (г. Пушкин, Ленинградская область). Воинские звания майор и подполковник получил досрочно. В марте 1984 года назначен на должность командира этой дивизии.
Окончил Военную академию Генерального штаба Вооружённых Сил СССР имени К. Е. Ворошилова в 1989 году с золотой медалью. С 1989 года — начальник ракетных войск и артиллерии 1-й гвардейской танковой армии в Западной группе войск (штаб — Дрезден). С февраля 1992 года — заместитель начальника и начальник ракетных войск и артиллерии Западной группы войск. С ноября 1993 года — начальник ракетных войск и артиллерии Северо-Кавказского военного округа. Генерал-лейтенант (10.06.1994).
С ноября 1994 года — заместитель начальника Военной артиллерийской академии имени М. И. Калинина. С марта 1997 года — командующий ракетными войсками и артиллерией Сухопутных войск Вооружённых Сил Российской Федерации. С мая 1998 года — начальник ракетных войск и артиллерии Вооружённых Сил Российской Федерации. Участник первой и второй чеченских компаний. С декабря 2000 года — в запасе по собственному желанию.
Известен как автор и соавтор 46 научных работ по проблемам развития Вооружённых сил и ракетных войск Сухопутных войск. Подготовил 3 кандидатов наук. Доктор военных наук (1997), профессор (1999). Член-корреспондент Российской академии ракетных и артиллерийских наук (1998).
Сразу после увольнения в декабре 2000 года получил предложение и занял должность главы территориального управления Павловского административного района Санкт-Петербурга. После реорганизации государственного управления, с августа 2001 года — глава объединённого территориального управления Павловского и Пушкинского районов Санкт-Петербурга. После очередной реорганизации, с 2005 года — глава администрации Пушкинского района Санкт-Петербурга. На этих постах неоднократно поощрялся Грамотами губернатора Санкт-Петербурга и Законодательного собрания Санкт-Петербурга. В феврале 2007 года освобождён от должности по состоянию здоровья.
Живёт в городе Пушкин. Работает главным военным инспектором-советником Западного военного округа. Много занимается общественной работой, возглавляя общественные организации "Брянское землячество «Пересвет» и «Академия военно-исторических наук». Доктор исторических наук.

## Награды
- Орден «За военные заслуги»[1]
- Орден Почёта (15.11.2005)[6]
- Медали
- Награды иностранных государств
- Почётный гражданин города Пушкин (2006)[7]

## Труды
- «Особенности боевых действий войск, боевого применения ракетных войск и артиллерии в вооружённых конфликтах» (1996)
- «Современные тенденции развития военного образования» (1997)
- «Проблемы разведки и радиоэлектронной борьбы в интересах применения ракетных войск и артиллерии в операции (бою) и пути их решения» (1998)
- «Ракетные войска и артиллерия в локальных войнах и вооружённых конфликтах» (1998)
- Михаил Каратуев: «Бог войны» меняет тактику // «Независимое военное обозрение». 1999. 19 ноября.
- Каратуев М. И. Фролов М. И. 1939—1945. Взгляд из России и из Германии. — СПб.: СРП «Павел» ВОГ). — 365 с.; ISBN 5-903097-02-2.